# Argenteuil-sur-Armançon
Pour les articles homonymes, voir Argenteuil et Armançon (homonymie).
Argenteuil-sur-Armançon est une commune française située dans le département de l'Yonne, en région Bourgogne-Franche-Comté.

## Géographie
Argenteuil-sur-Armançon est un village français d'une superficie de 30,51 km2 et dont l'altitude moyenne de 174 m se situe entre 165 m et 289 m. La rivière de l'Armançon est le principal cours d'eau qui le traverse.

### Localisation

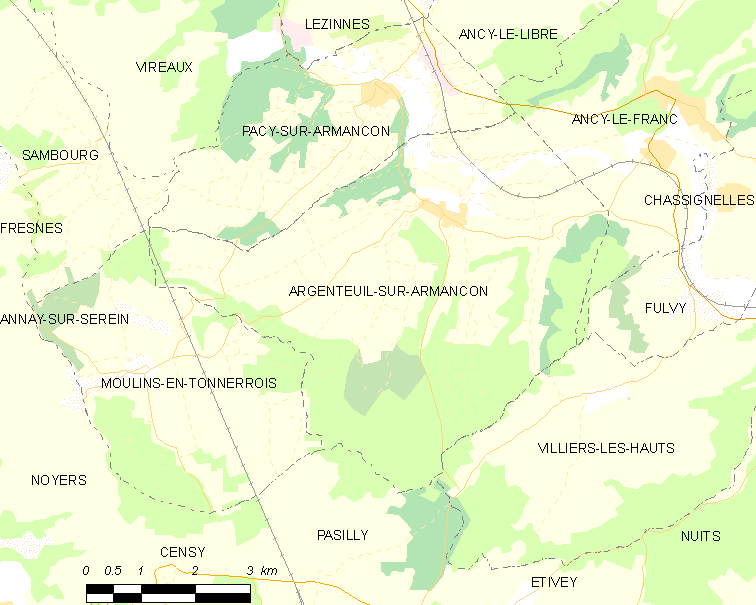

Il est situé dans le département de l'Yonne et la région de Bourgogne à 5 km au sud-ouest d'Ancy-le-Franc, la plus grande ville à proximité.

### Accessibilité
Gares ferroviaires :
- gare de Nuits-sous-Ravières à 8,1 km ;
- gare de Tonnerre à 15,8 km ;
- gare de Montbard-TGV à 22,5 km.

Aéroports :
- aéroport d'Auxerre - Branches à 47 km ;
- aéroport de Troyes - Barberey à 64 km ;
- aéroport de Dijon-Bourgogne à 91 km.

### Climat
Pour des articles plus généraux, voir Climat de la Bourgogne-Franche-Comté et Climat de l'Yonne.
En 2010, le climat de la commune est de type climat océanique dégradé des plaines du Centre et du Nord, selon une étude du Centre national de la recherche scientifique s'appuyant sur une série de données couvrant la période 1971-2000. En 2020, Météo-France publie une typologie des climats de la France métropolitaine dans laquelle la commune est exposée à un climat océanique altéré et est dans la région climatique Lorraine, plateau de Langres, Morvan, caractérisée par un hiver rude (1,5 °C), des vents modérés et des brouillards fréquents en automne et hiver.
Pour la période 1971-2000, la température annuelle moyenne est de 10,4 °C, avec une amplitude thermique annuelle de 15,5 °C. Le cumul annuel moyen de précipitations est de 819 mm, avec 12,7 jours de précipitations en janvier et 8,2 jours en juillet. Pour la période 1991-2020, la température moyenne annuelle observée sur la station météorologique de Météo-France la plus proche, « Noyers_sapc », sur la commune de Noyers à 10 km à vol d'oiseau, est de 11,9 °C et le cumul annuel moyen de précipitations est de 785,9 mm. 
La température maximale relevée sur cette station est de 40,7 °C, atteinte le 24 juillet 2019 ; la température minimale est de −13,4 °C, atteinte le 7 février 2012,,.
Les paramètres climatiques de la commune ont été estimés pour le milieu du siècle (2041-2070) selon différents scénarios d'émission de gaz à effet de serre à partir des nouvelles projections climatiques de référence DRIAS-2020. Ils sont consultables sur un site dédié publié par Météo-France en novembre 2022.

## Urbanisme

### Typologie
Au 1er janvier 2024, Argenteuil-sur-Armançon est catégorisée commune rurale à habitat dispersé, selon la nouvelle grille communale de densité à sept niveaux définie par l'Insee en 2022. Elle est située hors unité urbaine. Par ailleurs la commune fait partie de l'aire d'attraction de Tonnerre, dont elle est une commune de la couronne,. Cette aire, qui regroupe 38 communes, est catégorisée dans les aires de moins de 50 000 habitants,.

### Occupation des sols
L'occupation des sols de la commune, telle qu'elle ressort de la base de données européenne d’occupation biophysique des sols Corine Land Cover (CLC), est marquée par l'importance des territoires agricoles (56,2 % en 2018), une proportion sensiblement équivalente à celle de 1990 (56,3 %). La répartition détaillée en 2018 est la suivante : 
terres arables (52,5 %), forêts (42,8 %), prairies (3,7 %), zones urbanisées (1 %). L'évolution de l’occupation des sols de la commune et de ses infrastructures peut être observée sur les différentes représentations cartographiques du territoire : la carte de Cassini (XVIIIe siècle), la carte d'état-major (1820-1866) et les cartes ou photos aériennes de l'IGN pour la période actuelle (1950 à aujourd'hui).

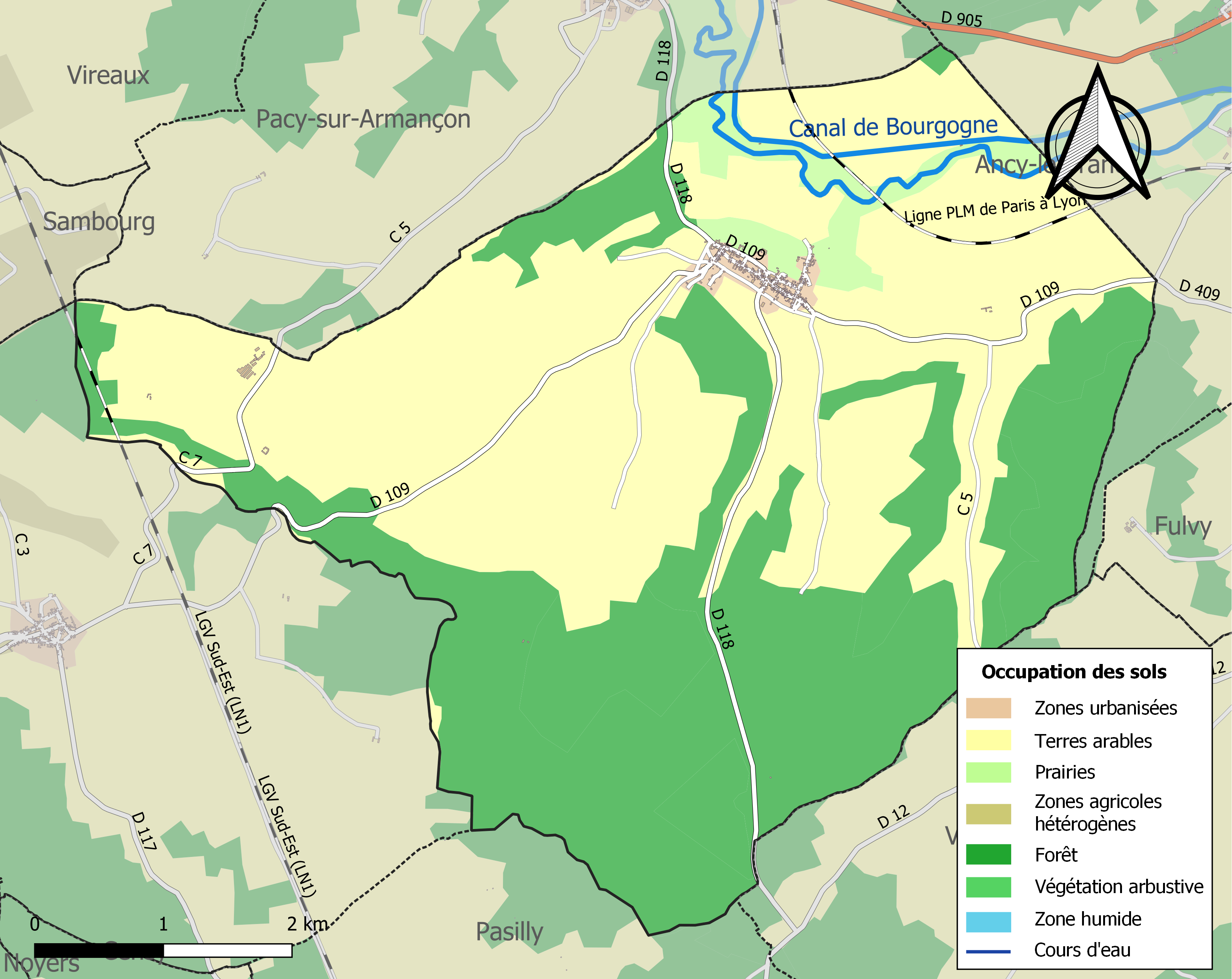
Carte des infrastructures et de l'occupation des sols de la commune en 2018 (CLC).

## Toponymie
Les habitants d'Argenteuil-sur-Armançon se nomment les Argentoliens et les Argentoliennes.
Argenteuil vient d'une forme gauloise Argentialo qui peut signifier le champ des gaulois ou le champ de l'argent. Le nom Argentolium figure dans le cartulaire général de l'Yonne de 1080.

## Histoire

### Pré-histoire et antiquité
Sur la motte féodale d’Argenteuil située près de l'église a été retrouvé un éclat de cortex de rognon de silex retouché en grattoir du néolithique final.
À l'époque gauloise, Argenteuil faisait partie de la Cité des Lingons dont la capitale était Andematunum (Langres). Son nom gaulois est Argentoïalos, ce qui signifie la « Clairière blanche ». La voie antique de Sens à Alise passe à quelque distance d’Argenteuil. Cette voie a vu passer les armées gauloises de Vercingétorix et les légions de César et de Labienus.

### Moyen Âge
Un château est mentionné dès le XIIe siècle. Au début du XIIIe siècle, la châtellenie d'Argenteuil appartient au comte de Tonnerre. À la fin de ce siècle, une partie des terres d'Argenteuil est léguée à l'hospice Notre-Dame des Fontenilles par Marguerite de Bourgogne. En 1340, un seigneur du nom de Jean d'Argenteuil y vivait. De l'ancienne maison forte d'Arcy citée en 1351 il reste, non loin de l'actuel château, une motte ovale, fortement arasée. La tour, transformée en colombier, serait le seul vestige en état.
Les seigneurs d’Argenteuil furent Rougemont, Serin, Mandelot, Le Bascle, Bethoulat, Louvois, Boucher, Ancienville, Marguerite de Bourgogne.

### XVIIesiècle
En 1637, la peste est présente et fait de nombreuses victimes parmi la population.

### Révolution
Dès 1790, Victoire de Bombelles et son fils, Michel Auguste Félécité, dernier marquis de Louvois, émigrent en Suisse. Ils retrouveront leurs biens au début de l’Empire.

### Époque contemporaine
Le lavoir fut construit en 1834.
En 1936, la commune prend le nom d’Argenteuil-sur-Armançon afin d’éviter la confusion avec celle du Val-d'Oise.

## Politique et administration
Située dans la région Bourgogne-Franche-Comté, département de l'Yonne, la commune d'Argenteuil-sur-Armançon fait partie de l'arrondissement d'Avallon dans le canton du Tonnerrois.
| Période | Période  | Identité       | Étiquette | Qualité           |
| ------- | -------- | -------------- | --------- | ----------------- |
| 1944    | 1945     | Georges Millot |           |                   |
| 1945    | 1964     | Charles Pascal |           |                   |
| 1964    | 1977     | Roger Mathey   | sans      | Agriculteur       |
| 1977    | 1989     | André Pion     |           |                   |
| 1989    | 2020     | Michel Mackaie | DVD       | retraité agricole |
| 2020    | En cours | Patrice Munier |           |                   |

## Démographie
L'évolution du nombre d'habitants est connue à travers les recensements de la population effectués dans la commune depuis 1793. Pour les communes de moins de 10 000 habitants, une enquête de recensement portant sur toute la population est réalisée tous les cinq ans, les populations de référence des années intermédiaires étant quant à elles estimées par interpolation ou extrapolation. Pour la commune, le premier recensement exhaustif entrant dans le cadre du nouveau dispositif a été réalisé en 2004.

En 2022, la commune comptait 224 habitants, en évolution de +6,67 % par rapport à 2016 (Yonne : −1,95 %, France hors Mayotte : +2,11 %).
| 1793 | 1800 | 1806 | 1821 | 1831 | 1836 | 1841 | 1846 | 1851 |
| ---- | ---- | ---- | ---- | ---- | ---- | ---- | ---- | ---- |
| 780  | 818  | 749  | 719  | 735  | 677  | 677  | 676  | 735  |

| 1856 | 1861 | 1866 | 1872 | 1876 | 1881 | 1886 | 1891 | 1896 |
| ---- | ---- | ---- | ---- | ---- | ---- | ---- | ---- | ---- |
| 656  | 628  | 594  | 582  | 596  | 607  | 564  | 540  | 535  |

| 1901 | 1906 | 1911 | 1921 | 1926 | 1931 | 1936 | 1946 | 1954 |
| ---- | ---- | ---- | ---- | ---- | ---- | ---- | ---- | ---- |
| 540  | 519  | 508  | 486  | 516  | 488  | 450  | 504  | 414  |

| 1962 | 1968 | 1975 | 1982 | 1990 | 1999 | 2004 | 2006 | 2009 |
| ---- | ---- | ---- | ---- | ---- | ---- | ---- | ---- | ---- |
| 358  | 349  | 347  | 312  | 274  | 246  | 260  | 250  | 245  |

| 2014 | 2019 | 2022 | - | - | - | - | - | - |
| ---- | ---- | ---- | - | - | - | - | - | - |
| 211  | 220  | 224  | - | - | - | - | - | - |

## Lieux et monuments

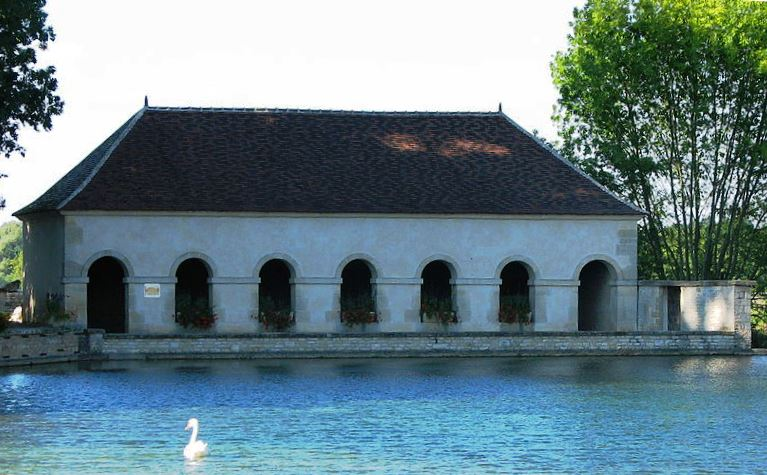
Le lavoir.

- Église Saint-Didier-et-Saint-Leu d'Argenteuil-sur-Armançon (XVe siècle), classée en 1911[20].
- Lavoir d'Argenteuil-sur-Armançon (XIXe siècle), inscrit en 1997[21].
- Le bois de Mont Main.
- Le bois de Petau.

## Personnalités liées à la commune
- Charles-Joseph d'Ailleboust des Musseaux  (1621-1700), administrateur colonial du Canada français, gouverneur de Montréal  (1651-1653), né en juin 1621 à Ancy-le-Franc est seigneur d’Argenteuil-sur Armançon. Le comté d'Argenteuil au Québec lui doit son nom[22].
- Edme Antoine Charles Le Bascle, marquis d’Argenteuil (1721-1793) général et député de la Révolution française.

## Pour approfondir